# Lomont-sur-Crête
Lomont-sur-Crête är en kommun i departementet Doubs i regionen Bourgogne-Franche-Comté i östra Frankrike. Kommunen ligger i kantonen Baume-les-Dames som tillhör arrondissementet Besançon. År 2022 hade Lomont-sur-Crête 171 invånare.

## Befolkningsutveckling
Antalet invånare i kommunen Lomont-sur-Crête
Referens:INSEE